# Wolga-Wolga
Wolga-Wolga ist ein deutsches Historien-Stummfilmdrama von Viktor Tourjansky mit Hans Adalbert Schlettow, Lillian Hall-Davis und Rudolf Klein-Rogge in den Hauptrollen. Er basiert auf dem historisch belegten Stenka-Rasin-Stoff.

## Handlung
Die Geschichte spielt im 17. Jahrhundert, im südlichen Teil des russischen Zarenreiches. Stepan, genannt „Stenka“, Rasin ist ein stolzer Rebell, der in starkem Widerspruch zum Zaren im fernen Moskau steht. Um seinen Landsleuten im Süden des Landes mehr Unabhängigkeit von der Zentralregierung zu verschaffen, geht Rasin ein Bündnis mit dem Schah des benachbarten Persiens ein. Er begleitet den Herrscher in sein Reich und gerät dort bald in höfische Intrigen. Dessen Statthalter begeht einen Verrat, um Rasin loszuwerden, woraufhin der Donkosake vor dessen Häschern fliehen muss.
Auf der Flucht verliebt sich Stenka in die heimlich mitreisende Prinzessin Zaineb. Wieder daheim, proben seine eigenen Leute den Aufstand gegen ihn und verlangen, dass Rasin die als Verräterin oder Spionin angesehene Zaineb ermordet. Um sich wieder Respekt zu schaffen und eine Meuterei abzuwenden, erdolcht Stenka Rasin schweren Herzens Zaineb. Später fällt er selbst dem Verrat eines Konkurrenten zum Opfer und stirbt auf seinem brennenden Schiff.

## Produktionsnotizen
Wolga-Wolga, Untertitel: Die Ballade von Stenka Rasin, entstand in Staaken (Studioaufnahmen) und im pommerschen Wollin (Außenaufnahmen). Der Film passierte am 14. November 1928 die Zensur und wurde am 20. Dezember 1928 im Berliner Capitol-Kino uraufgeführt. Diese Großproduktion besaß eine ungewöhnliche Länge von zehn Akten, verteilt auf 4088 Meter und wurde mit Jugendverbot belegt. In Österreich wurde der Film aufgrund seiner enormen Länge in zwei Teile geteilt und an zwei Terminen im November 1929 kurz hintereinander in die Kinos gebracht.
Andrej Andrejew entwarf die Filmbauten, die von Max Heilbronner und Erich Zander umgesetzt wurden. Ottmar Ostermayr und Joseph Ermolieff übernahmen die Produktionsleitung, Fritz Klotzsch die Aufnahmeleitung.

## Historischer Hintergrund
Stepan Rasin war um 1670 die zentrale Figur hinter dem Rasin-Aufstand im Wolgagebiet des russischen Zarenreichs, der sich gegen die Leibeigenschaft und die missbräuchliche staatliche russische Verwaltung richtete. Bis Ende 1670 konnte der Aufstand weitgehend niedergeschlagen werden. Seine Anführer, darunter auch Rasin selbst, wurden am 6. Juni 1671 hingerichtet. Das melodramatische Ende der Geschichte von „Wolga-Wolga“ ist also reine Filmphantasie.

## Sonstiges
Eine Filmkomödie mit dem gleichen Titel Wolga, Wolga wurde in der Sowjetunion gedreht. Das Thema war eine Gruppe von Amateurmusikern bei der Fahrt auf der Wolga. Das Stepan-Rasin-Lied gab die Anregung zum Titel.

## Kritik
Paimann’s Filmlisten resümierte: „Das, seinen balladesken Vorwurf nicht verleugnende Sujet ist, die verhältnismäßig kleine romantische Handlung reichlich mit Details umgebend, zum großen Teile auf bildhafte Wirksamkeit eingestellt. Auch die Regie ist in dieser Richtung orientiert und entschädigt für das, besonders im zweiten Teile oft erlahmende Tempo durch eine sehr große, stilechte Aufmachung, deren Eindruck durch raffinierte Bildwirkungen erhöht wird. Neben einer vorzüglichen Darstellung der Hauptrollen sind gute Typen zu erwähnen. Die Photographie ist ausgezeichnet.“